# Volta Negre
El Volta Negre (Volta Noire en francès, Black Volta en anglès) o Mouhoun és un riu de l'Àfrica occidental, afluent del riu Volta, que neix a l'oest de Burkina Faso al sud de la ciutat de Bobo-Dioulasso i discorre uns 1.352 km fins al llac artificial Volta, ajuntant-se amb el Volta Blanc a Ghana. La seva conca fa 1.400 km². El seu cabal mitjà mesurat a Bamboi és de 263 m3/segon.
El Volta Negre forma una petita part de la frontera entre Ghana i la Costa d'Ivori, i també una secció de la frontera entre Ghana i Burkina Faso.